# Vado a vivere in Sicilia - La mia casa a 1 euro
Vado a vivere in Sicilia - La mia casa a 1 euro (My Big Italian Adventure) è un docu-reality statunitense, andato in onda nel 2020 su HGTV e trasmesso in Italia dalla versione italiana della rete.

## Format
La trasmissione segue l'attività di Lorraine Bracco, nell'acquisto di un'abitazione al prezzo di 1 euro nel comune di Sambuca di Sicilia. Grazie all'aiuto di un costruttore locale, ristrutturerà l'edificio, mantenendo le peculiarità originarie. 

## Episodi
| Stagione       | Puntate | Prima TV USA | Prima TV Italia |
| -------------- | ------- | ------------ | --------------- |
| Prima stagione | 3       | 2020         | 2021            |

### Stagione 1
| nº | Titolo                            | Prima TV Italia |
| -- | --------------------------------- | --------------- |
| 1  | Tante sfide                       | 2021            |
| 2  | Fai-da-te                         | 2021            |
| 3  | Verso il completamento della casa | 2021            |

## Doppiatori
Il doppiaggio italiano della serie è affidato a:
- Lorraine: Emanuela Rossi